# Sistema Internacional de Referência Celeste
O Sistema Internacional de Referência Celeste (ICRS, na sigla em inglês) é responsável pelo padrão de referência celeste adotado pela União Astronómica Internacional.